# Lista de lugares na mitologia chinesa

Na mitologia chinesa, aparecem vários lugares mitológicos.

## Montanhas Kunlun

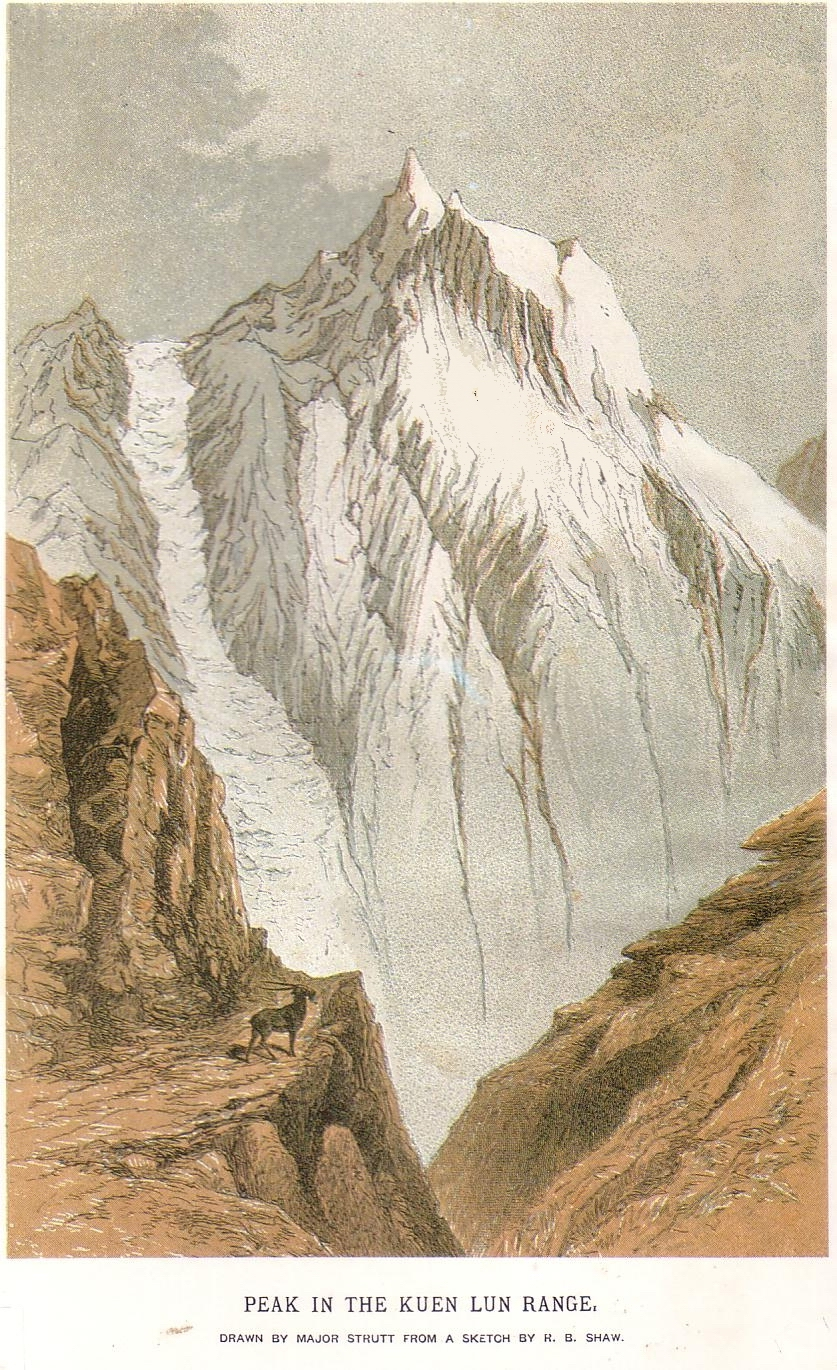
Pico na cordilheira Kunlun

Na mitologia chinesa, as montanhas Kunlun (崑崙) incluem o Paraíso. O primeiro a visitar esse Paraíso foi, supostamente, o rei Mu (1001-947 a.C.), da dinastia Zhou, que haveria descoberto o Palácio de Jade e o Yaochi.

### Palácio de Jade
Na mitologia chinesa, o Palácio de Jade é a morada de Yu Huang (玉皇), o Imperador de Jade.

### Xuanpu
Na mitologia chinesa, Xuanpu (玄圃) é uma "terra encantada", também na montanha Kunlun.

### Yaochi
Na mitologia chinesa, Yaochi (瑤池) é a "morada dos deuses", também na montanha Kunlun, onde Xi Wangmu (西王母), a "Rainha Mãe do Oeste", habita.

## Fusang
Na mitologia chinesa, Fusang (扶桑) é uma ilha mitológica, muitas vezes interpretada como sendo o Japão.

## Que Qiao
Na mitologia chinesa, Que Qiao (鵲橋) é uma ponte formada por pássaros ao longo da Via Láctea.

## Penglai
Na mitologia chinesa, Penglai (蓬萊) ou P'eng Lai Shan é o Paraíso, uma ilha lendária no mar da China. Supostamente, ficaria em frente ao litoral de Chantung. Seria o local onde habitariam imortais. Nunca teria sido visitada por seres humanos.

## Longmen
Na mitologia chinesa, Longmen (龍門) é o Portão do Dragão, local onde uma carpa pode tornar-se um dragão.

## Diyu
Na mitologia chinesa, Diyu (地獄) é o Inferno, governado por Yanluo (閻羅).